# Daayiee Abdullah
Daayiee Abdullah (* 1954 in Detroit, Michigan), Sidney Thompson, ist ein US-amerikanischer Imam.

## Leben
Abdullah wuchs in den 1960er-Jahren in Detroit auf. Er konvertierte mit 29 Jahren von den Southern Baptists zum Islam. Abdullah leitet in den Vereinigten Staaten die islamische Organisation „Muslims for Progressive Values“ (MPV), die sich 2006 gründete. In dieser islamischen Organisation haben Männer und Frauen die gleichen Rechte, sie beten gemeinsam, auch Frauen dürfen das Gebet leiten. Schwule und Lesben sind willkommen, sie können auch bei Imamen wie Daayiee Abdullah heiraten Abdullah lebt offen homosexuell in Washington, D.C. In Amerika wurde er medial als erster offen homosexueller Imam bekannt.